# Franz Xaver Kerschensteiner
Franz Xaver Kerschensteiner (* 7. Mai 1839 in Parsberg (Oberpfalz); † 22. Dezember 1915 in Regensburg) war Geigen- aber vor allem Zither-Bauer sowie viele Jahre Stadtverordneter (Mitglied des Stadtrates), Magistratsrat und Abgeordneter der Stadt Regensburg im oberpfälzischen Landrat. In seiner Werkstatt in Regensburg sind mithilfe seiner Mitarbeiter über 5000 Instrumente entstanden.

## Leben und Werk
Seine Eltern sind Franz Xaver Kerschensteiner (* 2. Dezember 1794) und seine Frau Franziska, die etwa 1827 heirateten und sechs Kinder hatten.
Kerschensteiner besuchte nach der Volksschule vier Jahre die Lateinschule im Königlichen Studien- und Musikseminar im Schloss St. Emmeram in Regensburg, bevor er sich 1858 für die Lehre bei dem Geigenbaumeister Petrus Schulz (1808–1871) entschied, bei dem er vier Jahre blieb. Er wird als äußerst begabt und fleißig beschrieben. Bis 1865 begab er sich auf die übliche Wanderschaft, unter anderem zu den damals berühmten Geigenbauern Tiefenbrunner und Echinger in München, zu Strotzinger in Linz, zu Bittner in Wien und zu Meindl in Würzburg. Im Jahr 1865 heiratete er die Tochter seines ehemaligen Lehrmeisters, Euphrosina Schulz, und wurde Teilhaber in seinem Betrieb. Hierzu musste der Stadtrat das am 18. Juli 1865 gestellte Gesuch um „Aufnahme als Schutzverwandter sowie um die Bewilligung zur Verehelichung mit der Bürger- und Instrumentenbauerstochter Euphrosina Schulz“ genehmigen, das dieser mit Beschluss vom 1. August 1865 tat. Mit Euphrosina hatte Franz Xaver Kerschensteiner drei Kinder, Albert (1866–1942), Franz Seraph (1869–1935) und Sophie. Am 4. März 1870 erhielt Kerschensteiner das Heimatrecht.
Nach Schulz’ Tod 1871 führte Kerschensteiner den Betrieb in der Pfarrergasse E.149, heute Pfarrergasse 10, allein weiter. Bei ihm wurden sowohl einfach gestaltete Gebrauchsinstrumente als auch kunstfertig mit Intarsientechnik gefertigte Geigen, Violen, Celli, Zithern, Gitarren und Kontragitarren hergestellt sowie selbst besponnene Zither- und Gitarrensaiten. Er bezog auch fertige Geigen von Mittenwald.
Insbesondere Kerschensteiners Zithern wurden zunehmend beliebt, weil er es verstand, sowohl den Klang als auch die Bauform zu verbessern. Hierzu zählte vor allem auch, dass er eine freiere Schwingung des Resonanzbodens erzielte. Dies ließ er sich am 21. September 1883 vom 1877 neu gegründeten Kaiserlichen Patentamt in München patentieren. Die Konstruktion bestand statt einer starren Verbindung von Klangkörperdeckel zum Resonanzboden mithilfe einer Brücke unter dem Griffbrett aus einer Leiste, die nicht direkt mit dem Boden in Verbindung war. Die Anregung dazu hatte er offenbar von dem Londoner Zithervirtuosen Curt Schulz, der in einer Veröffentlichung forderte, die Instrumentenbauer mögen sich des Problems des zu geringen Klangvolumens insbesondere für konzertante Veranstaltungen annehmen.
Eine weitergehende Neuerung war die Konstruktion der Arion- und Arion-Harfenzithern, die nach dem Vorbild des Klaviers als schwingendes Element einen im Korpus eingelassenen sogenannten Klavierboden und einen Saitensteg zur Schwingungsübertragung besaßen. Diese Zithern wurden bereits ab 1886 verkauft. In der Folge ließ Kerschensteiner sein früheres Patent nach fünf Jahren fallen. In Kerschensteiners Preisliste von ca. 1888 heißt es zu dieser Konstruktion: „Nach vieler Mühe und vielen Versuchen ist es mir gelungen, eine direkte Tonerzeugung bei diesen Zithern dadurch herzustellen, dass ich einen freistehenden Saitensteg in Verbindung mit dem Resonanzboden brachte, welch’ letzterer genau dem Claviere nachgebildet ist." und in der Preisliste von ca. 1898: "Die Schwingungen der angeschlagenen Saiten werden durch einen Saitensteg, welcher durch die Decke gehend, ohne diesen zu berühren, auf den eigentlichen Resonanzboden direkt übergetragen, wodurch dieser in gröstmöglichste Vibration versetzt wird. Dadurch wird ein bestimmter, klarer Ton erzeugt, welcher in allen Lagen gleiche Stärke und Tonfärbung besitzt, wie er nur ganz vollkommenen Instrumenten eigen ist.“ Im Katalog von 1908 wird auf die Nummerierung der Zithern hingewiesen: "Jede e c h t e Kerschensteinersche Arion- und Harfenzither hat am Boden Brandstempel und fortlaufende Fabrikationsnummer meiner Firma." In diesem Katalog wurden auch zahlreiche Dankschreiben aus aller Welt abgedruckt, die die Beliebtheit der Klavierbodenzithern belegen halfen.
1904 konstruierte Kerschensteiner noch ein neues Modell, die sogenannte „Neukonstruierte Konzertzither“ mit dem gleichen Klavierboden und Saitensteg, jedoch ohne die runde Arionform. Von ihr wurden jedoch nur um die 60 Stück gebaut.
Kerschensteiner erhielt für seine Leistungen als Instrumentenbauer viele Auszeichnungen, auch durfte er sich „Königlicher Bayrischer Hoflieferant“ nennen. Dazu schreibt Lütgendorff: „In Kerschensteiner erreichte der Geigenbau in Regensburg seine schönste Entwicklung, und Kerschensteiners Geigen, die weit und breit und selbst in England hoch bewertet werden, sind im wahren Sinn des Wortes Kunstwerke. Nicht minder hoch sind seine Zithern geschätzt, die ihm mit Preisen bezahlt werden wie kaum einem zweiten.“
Aus seiner Zitherwerkstatt ist ein Band des Bestellbuches erhalten, der im Oktober 1907 mit der Bestellnummer 4202 begonnen wurde und 1951 mit der Nummer 5469 endet. Aus den ersten Seiten lässt sich entnehmen, dass 1907 bis 1914 drei Mitarbeiter, mit „Martin“, „Ludwig“ und „Gustav“ bezeichnet, die Zithern bauten. Von den 1268 Zithern, die in diesem Band aufgeführt sind, sind ca. 55 % Arion- und Harfenzithern und 34 % Diskant- und Konzertzithern. Dazu kommen einige Neukonstruierte Konzertzithern, kreuzsaitige Perfektazithern, Elegiezithern, Streichzithern und Melodeons. Die Bestellungen kamen vor allem aus dem ganzen damaligen Deutschland, aber auch aus dem europäischen Ausland, den USA und Südamerika.
Kerschensteiners Sohn Franz Seraph Peter (* 9. November 1869 in Regensburg; † 2. Februar 1935 an Lungenentzündung in Berlin) war spätestens seit 1908 Mitinhaber des Instrumentenbaubetriebes und führte das Geschäft nach dem Ableben des Vaters mit den bewährten Zithertypen weiter. Die Zitherbestellungen gingen mit Beginn des Ersten Weltkriegs 1914 von zuvor über 100 pro Jahr zunächst auf unter 50 zurück, um ab 1920 auf etwa 15–20 pro Jahr zu sinken. Franz Kerschensteiner schrieb am 1. Juni 1921 in einem Geschäftsbrief: „Die Preise meiner Zithern sind das Zehnfache des Friedens.“ Er beschränkte die Fertigung nach seinen Angaben auf die gängigen Modelle Arionzither und Harfenzither mit 35 und 38 Saiten sowie die Perfektazither. Auf die Harfen- und die Perfektazither wurde damals 15 % Luxussteuer erhoben. Ab 1928 wurden auch wieder einige „Neukonstruierte Konzertzithern“ gebaut.
Nach dem Tod von Franz Seraph Kerschensteiner übernahm zum 1. April 1935 die Schreinerei und Musikalienfirma Konrad Weidlich die Firma Kerschensteiner mit dem gesamten Inventar und der Werkstätte. Ein Teil der Werkstatteinrichtung wurde dem Regensburger Stadtmuseum überlassen. Im Bestellbuch wurde vermerkt: „Mit zwei Gehilfen (Siedersbeck und Jos. Kopp) wurde der Zitherbau in alter Weise fortgesetzt, bis der 2. Weltkrieg 1941 der Arbeit ein Ende setzte.“ Siedersbeck ist 1920 bis 1937 im Bestellbuch vermerkt, Kopp von 1935 bis 1946 und ein weiterer Gehilfe Weiß von 1925 bis 1929. Die zwei letzten Zithern wurden 1951 auf Bestellung von einem Mitarbeiter Lausmann gebaut; die letzten noch vorhandenen Bauteile für nicht fertiggestellte Instrumente wurden später ans Regensburger Museum übereignet.
Die Kerschensteinerschen Klavierbodenzithern waren in der Folgezeit vielerorts noch vorhanden und wurden teilweise noch gespielt, z. B. von den bekannten „Wegscheider Musikanten“ bis 1981. Allerdings wurde die Konstruktion von den neueren Zitherbauern und Zitherspielern teilweise nicht mehr verstanden. Es fehlte deshalb an der fachgerechten Instandhaltung, einzelne Zithern wurden zudem unsachgemäß verändert. Dadurch bekamen die Klavierbodenzithern bei manchen einen schlechten Ruf.
Etwa ab den 1980er Jahren wurden die Klavierbodenzithern von Kerschensteiner von den oberbayerischen Volksmusikanten wiederentdeckt, insbesondere durch Roman Messerer aus Antholing, und zunehmend geschätzt und gesucht. Rainer Herrmann aus Wielenbach und Josef Hofmeyer aus Rimsting bauten die Zithern nach den Originalen nach, ebenso später Alfred Schmid in Weilheim und Geigenbauer Andreas Waldschütz in Thalmühl, die vor allem sehr viele der originalen Klavierbodenzithern instand setzten.
Heute (2025) sind über 300 noch existierende Klavierbodenzithern von Kerschensteiner mit ihren Bestellnummern dokumentiert. Weitere werden sicher noch zutage kommen.